# Onychostoma ovale
Onychostoma ovale és una espècie de peix cipriniforme de la família dels ciprínids que es troba a la Xina, Laos i el Vietnam.